# Jessica Chamba
Jessica Chamba (Geburtsname: Jessica Pennet; * 16. November 1981 in Frankreich) ist eine europäische Aktivistin der Nichtregierungsorganisation (NGO). Sie ist aktuell Vizepräsidentin der Europäischen Bewegung International. 

## Leben und Ausbildung
Chamba wurde als Jessica Pennet geboren und wuchs in der Nähe von Lyon in Frankreich auf. Sie studierte bei Sciences Po Paris Politikwissenschaften. 2004 schloss sie das Studium mit einem Master ab. Derzeit leitet sie eine Unternehmensberatung für den Gesundheitssektor und Sozialeinrichtungen. Im Jahr 2009 war sie außerdem Mitgründerin der Unternehmensberatung Cekoïa Conseil.

## NGO Karriere
Chamba begann ihre politische Karriere als Präsidentin der Sciences Po Studentengruppe der Jungen Europäischen Föderalisten, der Jugendorganisation der Europäische Bewegung International. Zwischen 2003 und 2005 war sie außerdem Präsidentin des nationalen französischen Ablegers dieser pro-europäischen Jugendorganisation. In ihrer Amtszeit führte sie die "pro-oui Kampagne" für das Referendum über die Ratifizierung des Vertrags über eine Verfassung für Europa in Frankreich durch, die letztendlich von 55 % der Bevölkerung abgelehnt wurde. Trotz dieses Misserfolges trug sie maßgeblich dazu bei, dass sich die Jungen Europäischen Föderalisten als Frankreichs führende pro-europäische Jugendorganisation etablierten. 
Im Folgenden trat Chamba dem Steering Committee der Europäischen Bewegung und dem Federal Committee der Jungen Europäischen Föderalisten (JEF-Europe) bei, dem Dachverband der Jugendorganisation der Europäischen Bewegung. Zwischen 2007 und 2009 war sie Senior Vice President von JEF Europe. Im August 2008 wurde sie zur Vize-Präsidentin der Europäischen Bewegung International gewählt. Im November 2011 wurde sie in dieser Position bestätigt.